# Ukmergė
Ukmergė är en stad 78 km nordväst om Vilnius i Vilnius län, Litauen med 22 000 invånare (2014). 

## Historia

### Tidig historia

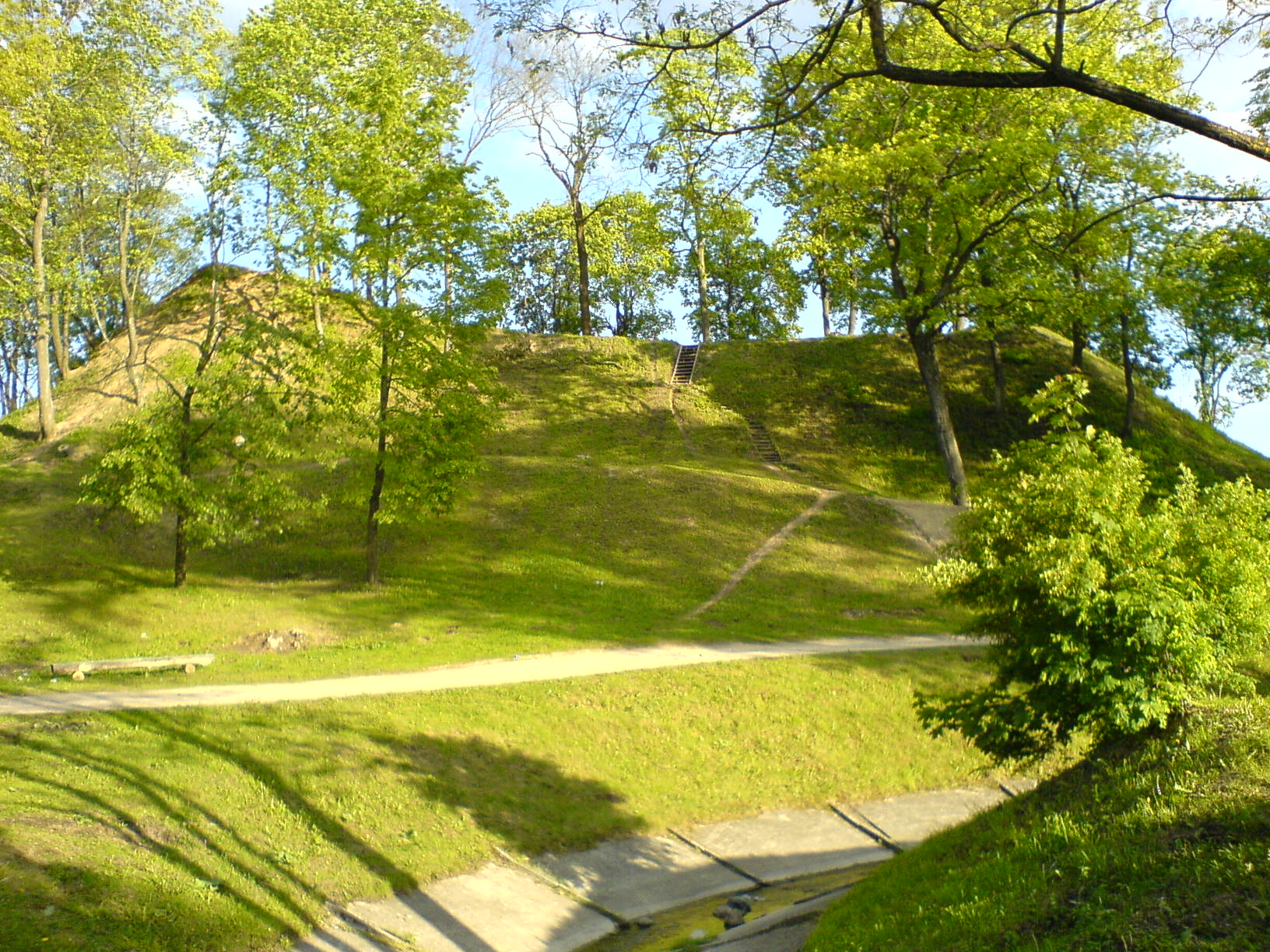
En fornborg i Ukmergės gamla stadsdel

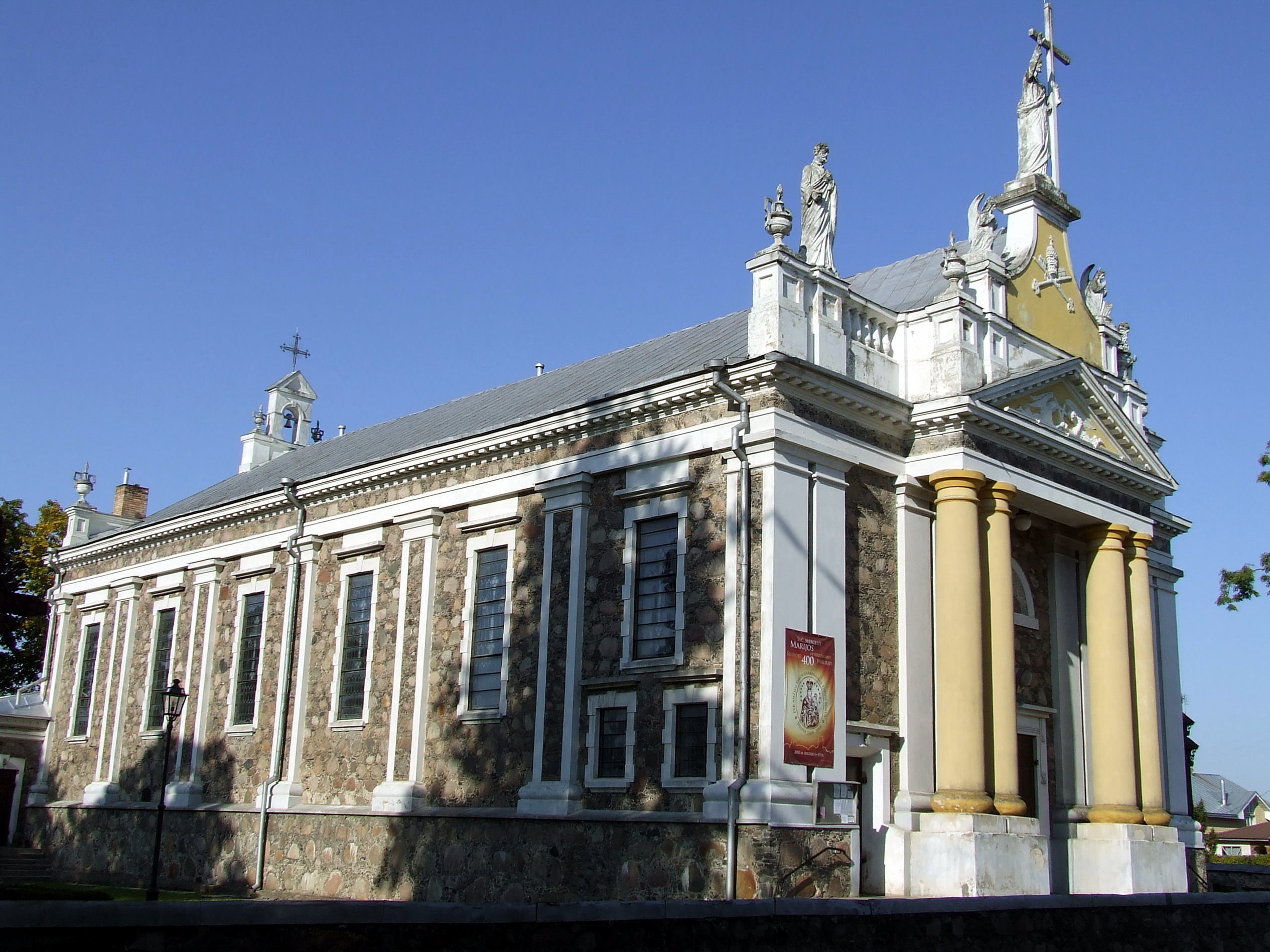
St. Peter och St. Paul's Church

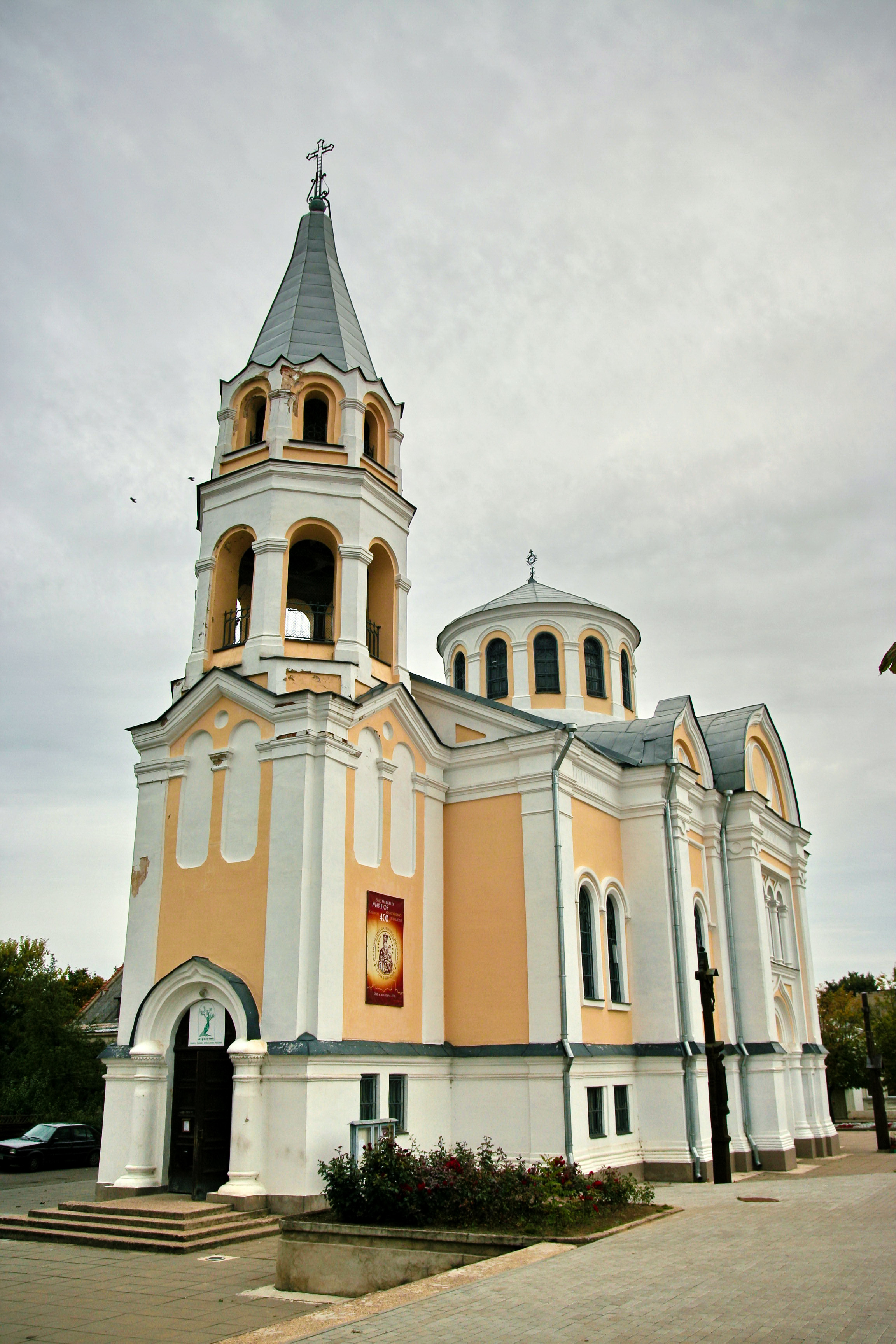
Treenighetskyrkan

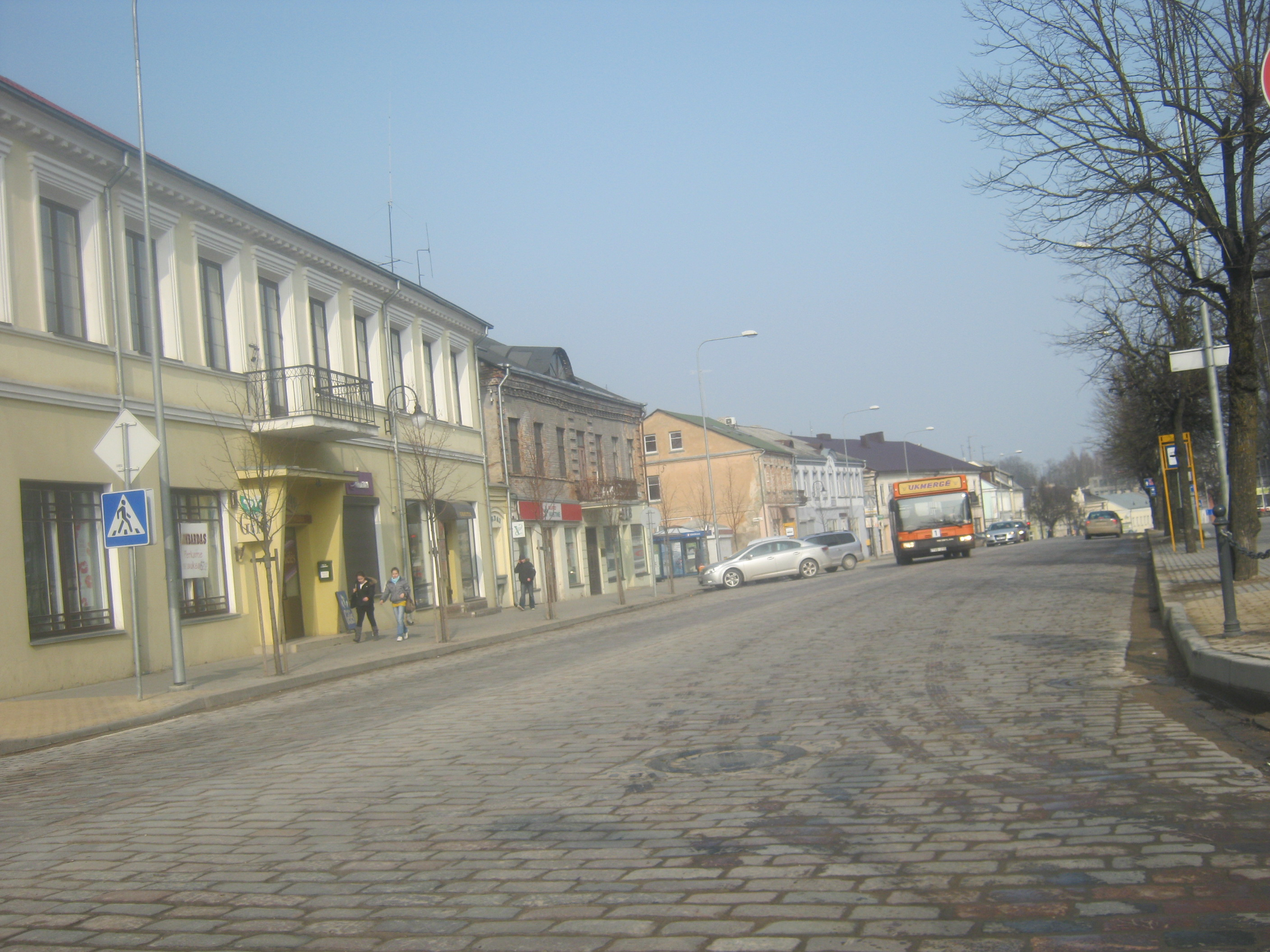
Gamla stan i Ukmergės

Ukmergė nämndes för första gången som en bosättning år 1333. Vid tidpunkten bestod staden av en befästning, som hade som uppgift att försvara floderna Vilkmergė och Šventoji. Ukmergė attackerades fem gånger under 1300-talet av Tyska orden och Livländska orden, och attackerna fortsatte även efter kristnandet av Litauen 1387. Under ett anfall 1391 brändes hela staden ner till grunden och fick återuppbyggas. 
Från att först varit anhängare till Romuva började invånarna i Ukmergė att anta kristendomen, likt resten av Litauen. År 1387 byggdes den första katolska kyrkan i staden, en kyrka tillägnad Petrus och Paulus. Det var den första katolska kyrkan i Litauen. Staden fick Magdeburgrätten vid tiden runt Slaget vid Wilkomierz år 1435, ock skrifter från 1486 skriver om platsen som en stad. Kung Sigismund I bekräftade detta. Vid etablerandet av Polsk-litauiska samväldet hade staden blivit ett centrum över hela Powiat. 
År 1655 plundrade både svenska och ryska trupper staden. Till följd av alla dessa krig minskade Ukmergės befolkning markant. Åren 1711 - 1712 plågade böldpest staden och vållade stor död bland befolkningen. År 1792 beslutade stadens representanter i Sejm att förnya stadens stadsrättigheter och man fick dessutom stadens stadsvapen. 

### 1700- och 1800-talet
År 1795 annekterades staden samt större delen av Litauen av Ryssland, och Ukmergė blev en del av Guvernementet Vilna. 1812 bekämpades slaget vid Deltuva mellan Ryssland och Napoleons franska armé inte långt ifrån Ukmergė. Under Napoleons ryska fälttåg plundrades staden av fransmännen, och under Novemberupproret 1831 förblev staden i rebellernas kontroll i flera månader. År 1843 flyttades staden till det nybildade Guvernementet Kovno. Under Januariupproret 1863 deltog staden på rebellernas sida. 1876 etablerades en tändsticksfabrik i staden, och ett år senare bröt en allvarlig brand som ödelade stora delar av staden i aska. Den framtida litauiska presidenten Antanas Smetona föddes här 1874. År 1899 straffades tretton personer för att ha spridit böcker skrivna på litauiska, vilket var förbjudet då.

### 1900-talet
1918 ändrade man stadens namn från Vilkmergė till Ukmergė då Litauen deklarerade sin självständighet. Under kriget mellan Litauen och Sovjetunionen belägrades staden av bolsjeviker men räddades ganska snart av litauiska styrkor. Över 500 bolsjeviker togs till fånga i slaget vid Wilkomierz. Efter ett antal polska landöverträdelser under 1920, lyckades den litauiska armén stoppa de polska styrkorna och gränserna mellan de två nybildade länderna bestämdes. Näringslivet i staden växte starkt och under 1920-talet öppnades ett kraftverk, tryckeri och 120 mindre affärsverksamheter. Fram tills 1939 fanns här fem olika tidningar. 

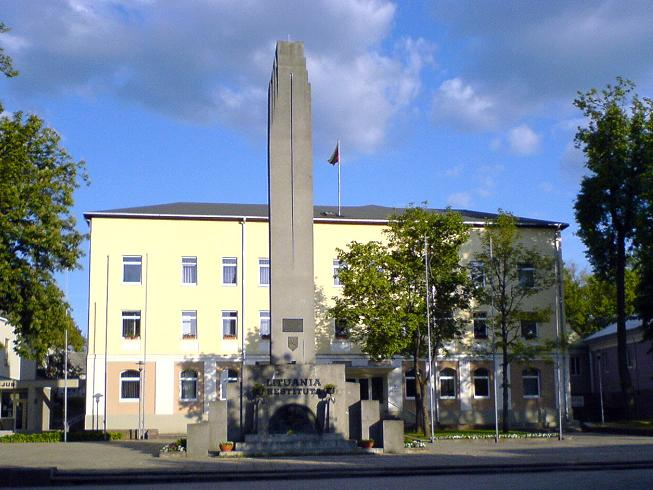
Ett monument i Ukmergė

År 1940, kort efter Sovjetunionens ockupation av Litauen, påbörjades deportationen av stadens invånare. När Nazityskland invaderade Sovjet, beordrades de flyende ryska trupperna att döda alla fångar, totalt 120 stycken. Men de allra flesta lyckades fly i kaoset, och endast åtta stycket torterades till döds. Efter den tyska invasionen påbörjades ganska snart förföljelsen av stadens judiska befolkning, och ganska snart skickades alla medlemmar i stadens judiska församlingen, totalt 10 000 stycken, till olika förintelseläger. Under krigets gång drabbades staden centrala delar av omfattande bombskador. Efter Sovjets återkomst började befolkningen organisera olika motståndsrörelser. Deportationen av stadens invånare fortsatte i ökad takt och år 1950 förstördes ett monument som hyllade Litauens självständighet, först år 1990 återuppbyggdes monumentet. Under 1960-talet byggdes två kärnvapenstridsspetsar av modellen SS-4 Sandal i skogen utanför Ukmergė. De togs bort först 1987, som en del av ett avtal mellan Sovjet och USA.